# Гарфілд (округ Джексон, Вісконсин)
Гарфілд (англ. Garfield) — місто (англ. town) в США, в окрузі Джексон штату Вісконсин. Населення — 756 осіб (2020).

## Демографія
Згідно з переписом 2010 року, у місті мешкало 638 осіб у 248 домогосподарствах у складі 178 родин. Було 322 помешкання
Расовий склад населення:
| - 96,9 % — білих - 1,4 % — корінних американців - 0,3 % — азіатів |

До двох чи більше рас належало 1,1 %. Частка іспаномовних становила 0,8 % від усіх жителів.
За віковим діапазоном населення розподілялося таким чином: 25,9 % — особи молодші 18 років, 60,8 % — особи у віці 18—64 років, 13,3 % — особи у віці 65 років та старші. Медіана віку мешканця становила 41,6 року. На 100 осіб жіночої статі у місті припадало 111,3 чоловіків;  на 100 жінок у віці від 18 років та старших — 109,3 чоловіків також старших 18 років.
Середній дохід на одне домашнє господарство  становив 58 921 долар США (медіана — 48 958), а середній дохід на одну сім'ю — 70 388 доларів (медіана — 62 679). Медіана доходів становила 38 750 доларів для чоловіків та 35 000 доларів для жінок. За межею бідності перебувало 9,9 % осіб, у тому числі 13,0 % дітей у віці до 18 років та 6,8 % осіб у віці 65 років та старших.
Цивільне працевлаштоване населення становило 382 особи. Основні галузі зайнятості: освіта, охорона здоров'я та соціальна допомога — 20,4 %, виробництво — 18,3 %, будівництво — 12,3 %, сільське господарство, лісництво, риболовля — 11,0 %.